# ドラゴンエマニエル
ドラゴンエマニエルは、日本のお笑いコンビである。FECオフィス所属。

## 概要
大学進学を機に久米島から沖縄本島に移住。中学、高校と同級生で野球部のチームメイトだった二人で、2009年にお笑いコンビを結成。沖縄のツッパリキャラを押し出した漫才をしていた。
2019年4月に解散。

## メンバー
- しょうご（仲村 昭吾、1991年2月12日 - ）

ボケ担当。沖縄県立久米島高等学校、沖縄大学卒業。沖縄角力を愛しており、双子の弟と共に沖縄県内では強豪である久米島チームで活動。後輩の「まるごとゆーと」（現プロダクション人力舎所属）や「前田夏希」らの角力指導も行う。
解散後はピン芸人「しょうご仲村」としてFECに残留していたが、2020年10月にFECを退団。久米島を拠点としたフリー芸人となる。
- きっぺい（喜久里 航平、1990年10月23日 - ）

ツッコミ担当。沖縄県立久米島高等学校、沖縄国際大学卒業。180cmを超える長身とハードなツッコミが特徴的。
解散後は芸人を引退したが、現在は東京でピンの活動中。

## 略歴
- 2009年、コンビ結成､「フレッシュお笑い選手権」本選出場
- 2010年、「フレッシュお笑い選手権」本選に2年連続出場、審査員特別賞受賞
- 2011年1月、「新春!oh笑い O-1グランプリ」グランプリ。
  - 4月よりFECオフィスに所属
- 2015年1月、「新春!oh笑い O-1グランプリ」グランプリ。
- 2016年1月、「新春!oh笑い O-1グランプリ」グランプリ。
- 2018年8月、「お笑いバイアスロン」３位銅メダル。
- 2019年4月、解散。

## 出演

### テレビ
- oh!笑いけんさんぴん（沖縄テレビ放送）
- ゆがふぅふぅ（沖縄テレビ放送）
- 沖国ザック72（琉球放送）
- 新春!oh笑い O-1グランプリ（沖縄テレビ放送）

### 舞台
- 演芸集団FEC定期公演「お笑い劇場」
- Fライブ
- 裏お笑い劇場
- FEC若手ライブやさしくみてみて
- FEC若手ライブやさしくみてみて2
- 下ネタライブ「初夜」
- 演芸集団FEC旗揚げ公演
- 基地を笑え!お笑い米軍基地
- ドラゴンエマニエル久米島凱旋ライブ